# 鹰瞳科技
北京鹰瞳科技发展股份有限公司是中華人民共和國一家人工智能视网膜影像识别公司，產品主要辅助诊断糖尿病视网膜病变。公司成立于2015年。2021年被批准在港交所上市。